# Chiesa cattolica in Afghanistan
La Chiesa cattolica in Afghanistan è parte della Chiesa cattolica universale in comunione con il vescovo di Roma, il papa.

## Situazione e organizzazione
Il cristianesimo è una religione fortemente minoritaria, essendo l'Afghanistan quasi totalmente islamico. Il numero di fedeli cattolici è molto ridotto e l'unica cappella del paese si trova all'interno dell'ambasciata d'Italia a Kabul. A causa delle posizioni religiose sostenute dai talebani, esistono nel Paese numerose difficoltà nell'esercizio della libertà religiosa.
Il 16 maggio 2002 papa Giovanni Paolo II istituì una missione sui iuris per l'Afghanistan, la cui sede fu stabilita all'interno dell'ambasciata italiana a Kabul. Nel 2004 arrivarono le suore di Madre Teresa per svolgere la loro opera umanitaria. A seguito dell'offensiva talebana del 2021, sia i barnabiti sia le suore hanno lasciato il Paese ed è di fatto cessata la presenza cattolica in Afghanistan.

## Storia

### Origini
Missionari della Chiesa assira d'Oriente predicarono e diffusero il Cristianesimo in Afghanistan. Furono fondate nove diocesi nel Paese, incluse Herat (424-1310), Farah (544-1057), Kandahar e Balkh. Questa organizzazione della Chiesa fu però soppressa in seguito alla conquista dei musulmani nel VII secolo.

### Il XX secolo
Nel 1919 l'Italia fu il primo paese a riconoscere l'indipendenza dell'Afghanistan. Per mostrare la sua gratitudine, il governo afghano chiese all'Italia come potesse ringraziare: Roma rispose chiedendo il diritto a costruire un luogo per il culto. Il governo afghano fu spiazzato dalla scelta, perché l'Italia, invece di chiedere vantaggi in campo economico, come i diritti per le esplorazioni delle miniere, aveva optato per un allargamento della libertà religiosa. Fu perciò inserita una clausola nel trattato italo-afghano del 1921, che dava all'Italia il diritto a costruire una cappella nell'ambasciata. L'opera pastorale iniziò nel 1933, quando papa Pio XII affidò la cappellania dell'ambasciata italiana ai barnabiti.
La prima richiesta di costruire una chiesa pubblica fu consegnata al responsabile della missione cattolica in Afghanistan nel 1992. Un ufficiale dell'ex governo filo-sovietico di Mohammad Najibullah fece visita al responsabile della comunità cattolica in Afghanistan, padre Giuseppe Moretti, con un disegno del piccolo edificio a cui sarebbe stata garantita l'immunità. Il progetto non fu realizzato poiché il paese precipitò nella guerra civile, che si concluse nel 1998 con la presa del potere da parte dei talebani. Con l'avvio della missione ISAF (20 dicembre 2001), e la cacciata dei talebani, l'unica chiesa cattolica è stata riaperta al culto.
A seguito dell'offensiva talebana del 2021, l'attività pastorale della missione è stata sospesa: l'ambasciata italiana è stata chiusa nell'agosto 2021 e il superiore della missione Giovanni Scalese, unico sacerdote presente in quel momento in Afghanistan, ha lasciato il Paese assieme alle missionarie della carità e ad alcuni bisognosi, per cui la comunità cattolica afghana ha di fatto cessato di esistere.

## Legislazione in materia di religione
L'Afghanistan è ufficialmente una repubblica islamica.
Nel Paese i culti non musulmani sono proibiti per legge. Convertire dall'islam a un'altra religione o rinunciare all'islam è considerato apostasia ed è un reato capitale, che può essere punito anche con la pena di morte. Le conversioni sono di fatto vietate; i cristiani quindi non possono svolgere alcuna opera di evangelizzazione. Nel territorio nazionale, inoltre, opera la fazione estremistica conosciuta in Occidente come talebani. Essa è composta da militanti islamici i quali, agendo come autorità religiose, applicano la pena di morte in base alla sharia per "reati" legati alla religione.